# Gotthard Lützow
Gotthard (von) Lützow (10. marts 1784 i Ribe – 25. april 1850 i København) var en dansk officer.

## Karriere
Han var søn af general Christoph Marquard von Lützow i dennes første ægteskab. 4 år gammel blev Lützow fændrik og i sit 19. år kaptajn i faderens regiment. 1805 kom han til Slesvigske Infanteriregiment og tog med dette hæderlig del i felttoget 1813 i Mecklenburg og Holsten. 1814 major, 1827 oberstløjtnant, 1834 oberst – stadig i Slesvigske Infanteriregiment, fra hvilket han først afgik ved Hærens omorganisation i 1842, da han blev generalmajor og chef for 4. infanteribrigade. 1843 kommanderede han Det holsten-lauenborgske Kontingent, som deltog i 10. Tyske Forbunds Armékorpses øvelser ved Lüneburg. 1846 kommanderede han en troppesamling ved Lokstedt.
Lützow blev Ridder af Dannebrog 1828, Dannebrogsmand 1836 og Kommandør 1843.

## Under Treårskrigen
Da Prinsen af Nør som følge af det kongelige åbne brev af 8. juli 1846 fratrådte som statholder i Hertugdømmerne, blev disses generalkommando midlertidigt overdraget Lützow. Trods Lützows advarsler gjorde regeringen intet for, at den kommanderende general kunne hævde den lovlige magt mod oprøret i 1848. Men da Lützow 23. marts havde forlagt sit kvarter fra Slesvig by til Rendsborg, viste han sig famlende og eftergivende over for de for oprøret vundne officerer og byens borgerskab, og dagen efter karakterløs over for Prinsen af Nør, så at fæstningen med dens mange militære hjælpekilder blev et let bytte for oprøret. Om hans forhold blev der indledt undersøgelse, men inden denne var afsluttet, døde Lützow 25. april 1850 i København. Med hans søn uddøde 1881 mandslinjen af den 1776 her i landet naturaliserede linje Lützow.
Lützow blev gift 10. marts 1812 i Ønslev Kirke med Marie Overbye (11. december 1793 på Kringelborg – 24. juli 1844 i Rendsborg), datter af forvalter på Orupgård, senere proprietær Lauritz Overbye (ca. 1753-1822) til Augustendal på Sjælland og Kirstine f. Hielm (ca. 1768-1844).
Han er begravet på Garnisons Kirkegård.